# Brian Posehn

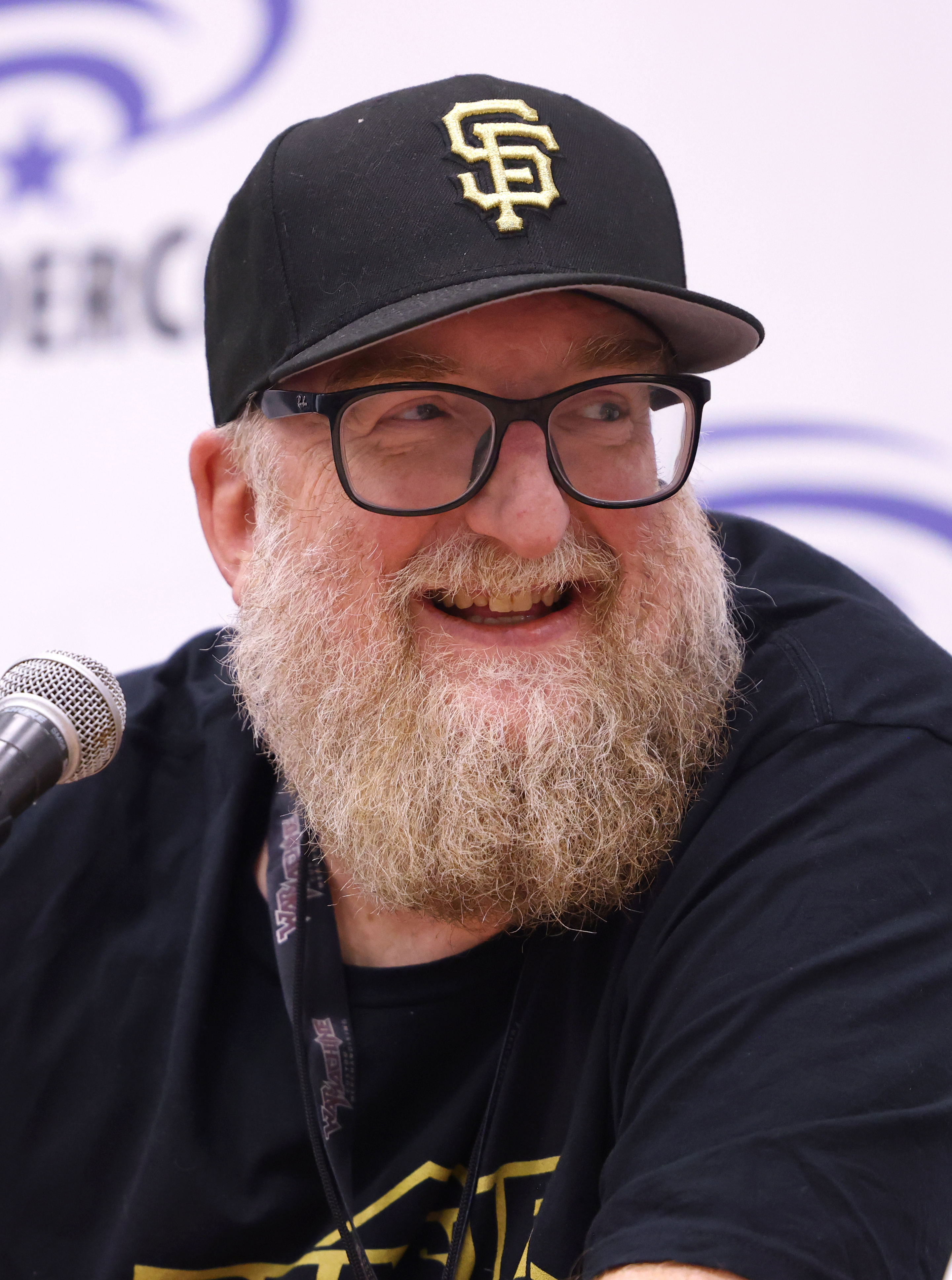
Brian Posehn (2025)

Brian Posehn (* 6. Juli 1966 in Sacramento, Kalifornien) ist ein US-amerikanischer Schauspieler, Comedian und Sänger.

## Karriere
Posehn hatte anfangs in erster Linie kleinere Rollen in Fernsehserien, wie die Stimme von Jim in Mission Hill und die Rolle des Dan Swanson in 3 South. Des Weiteren spielte er eine Komparsenrolle in der Serie Seinfeld. Außerdem lieh er dem Zwerg Gibbons in einigen Folgen der Zeichentrickserie Tom Goes to the Mayor sowie dem „Wisdom Cube“ in einer Folge der Zeichentrickserie Aqua Teen Hunger Force seine Stimme. Posehn stellte in der Komödie Dumm und dümmerer einen Tankwart dar und spielte in einer Folge von Friends, in der er ein Drehbuch-Manuskript an Joey Tribbiani lieferte.
2006 veröffentlichte er sein erstes Standup-Comedy-Album Live In: Nerd Rage bei Relapse Records, das auch den Song Metal by Numbers enthält. Dieser parodiert die damals aktuelle Metalcore-Bewegung, die sich selbst eher im Bereich des Metal sah als Brian Posehn. Für die Vertonung der Songs konnte Posehn namhafte Metal-Größen wie Scott Ian von Anthrax (Gitarre), Joey Vera von Fates Warning (Bass), John Tempesta von The Cult (Drums) und Jon Donais von Shadows Fall (Leadgitarre) gewinnen, die allesamt zur Band Posehn gehören, die auf genanntem Album spielt.
Ab Februar 2007 spielte er in der Fernsehserie The Sarah Silverman Program mit. Außerdem war er im gleichen Jahr in der Comicverfilmung Fantastic Four: Rise of the Silver Surfer im Kino zu sehen.
Er war auch in Rob Zombies The Devil’s Rejects zu sehen und war Synchronsprecher bei El Superbeasto. Außerdem spielte er in der Serie The Big Bang Theory ab der siebten Staffel die Rolle des Bertram „Bert“ Kibbler in insgesamt 15 Episoden. In einer Episode der sechsten Staffel – seinem ersten Auftritt in der Serie – stellt er einen Bibliotheksbesucher dar, mit dem sich Rajesh Koothrappali kurz unterhält. Da bei Posehns erstem offiziellen Auftritt als Bert sowohl Raj als auch Bert den jeweils anderen offenbar nicht wiedererkennt und diese Begegnung im weiteren Verlauf der Serie nicht erwähnt wird, lässt sich nicht eindeutig sagen, ob es sich bei Bert und dem Besucher um dieselbe Rolle handelte.

## Filmografie

### Filme
- 1998: Eine Hochzeit zum Verlieben (The Wedding Singer)
- 2000: King of B-Movies (The Independent)
- 2000: Desperate But Not Serious
- 2002: Run Ronnie Run!
- 2002: Das sexte Semester (Sorority Boys)
- 2003: Dumm und dümmerer (Dumb and Dumberer: When Harry Met Lloyd)
- 2003: Grind – Sex, Boards & Rock’n’Roll (Grind)
- 2003: Bärenbrüder (Brother Bear, Stimme)
- 2004: Adventures in Homeschooling
- 2004: Eulogy – Letzte Worte (Eulogy)
- 2005: Sarah Silverman: Jesus Is Magic
- 2005: Cake Boy
- 2005: The Devil’s Rejects
- 2005: Pom Poko (Heisei Tanuki Gassen Pompoko, Stimme)
- 2006: Sleeping Dogs Lie
- 2006: Re-Animated (Stimme)
- 2007: Smiley Face
- 2007: Undead or Alive
- 2007: Könige der Wellen (Surf’s Up, Stimme)
- 2007: Fantastic Four: Rise of the Silver Surfer
- 2008: Thomas in geheimer Mission (Spy School)
- 2008: Spritztour (Sex Drive)
- 2009: El Superbeasto (The Haunted World of El Superbeasto, Stimme)
- 2010: Scooby-Doo! Abracadabra-Doo (Stimme)
- 2011: Lloyd the Conqueror
- 2012: Fast verheiratet (The Five-Year Engagement)
- 2013: Knights of Badassdom

### Fernsehserien
- 1995: Harrys Nest (Empty Nest, Episode: Harry Weston: Man’s Best Friend)
- 1995–1998: Mr. Show with Bob and David (21 Episoden, auch Autor)
- 1996: Friends (Episode: The One Where Dr. Ramoray Dies)
- 1996: Party Girl (Episode: Pilot)
- 1997, 2001: Alle lieben Raymond (Everybody Loves Raymond, zwei Episoden)
- 1997–1998: NewsRadio (zwei Episoden)
- 1998: Jenny (Episode: A Girl’s Gotta Hang with a Celebrity)
- 1998: Veronica (Veronica’s Closet, Episode: Veronica’s Divorce Papers)
- 1998: Seinfeld (Episode: The Burning)
- 1998: The Army Show (fünf Episoden)
- 1999: Maggie (Episode: This Is Just a Test)
- 1999–2002: Mission Hill (13 Episoden, Stimme)
- 1999: Jesse (Episode: Momma Was a Rollin’ Stone)
- 1999–2003: Just Shoot Me – Redaktion durchgeknipst (Just Shoot Me!, 29 Episoden)
- 2001: Clerks: The Animated Series (drei Episoden, Stimme)
- 2001: Becker (Episode: The Ugly Truth)
- 2002, 2008: Comedy Central Presents (Specials als er selbst)
- 2002–2007: Kim Possible (fünf Episoden, Stimme)
- 2002–2003: 3 South (13 Episoden)
- 2003: Ozzy & Drix (Episode: Growth, Stimme)
- 2003: Crank Yankers – Falsch verbunden! (Crank Yankers, Episode: 2.19, Stimme)
- 2003: Aqua Teen Hunger Force (Episode: The Cubing, Stimme)
- 2003–2004: The Man Show (Autor und consulting producer)
- 2004: Method & Red (Episode: Pilot)
- 2004–2005: The Bernie Mac Show (zwei Episoden)
- 2005: American Dad (Episode: All About Steve, Stimme)
- 2005: Cheap Seats: Without Ron Parker (Episode: Kids Putt-Putt/Double Dutch)
- 2005–2006: Tom Goes to the Mayor (vier Episoden, Stimme)
- 2006: Ergo Proxy (Episode: Shôjo sumairu, Stimme)
- 2006–2007: Reno 911! (drei Episoden)
- 2007: Tim and Eric Awesome Show, Great Job (Episode: Friends, Stimme)
- 2007–2010: The Sarah Silverman Program. (32 Episoden)
- 2007–2008: Human Giant (fünf Episoden; auch consultant writer)
- 2007–2008: Out of Jimmy’s Head (18 Episoden, Stimme)
- 2008: Mighty B! Hier kommt Bessie (The Mighty B!, Episode: So Happy Together/Sweet Sixteenth, Stimme)
- 2008: Transformers: Animated (zwei Episoden, Stimme)
- 2008–2012: Metalocalypse (Episode: Dethsources, Stimme; auch Autor)
- 2008: Californication (Episode: Slip of the Tongue)
- 2010: Adventure Time – Abenteuerzeit mit Finn und Jake (Adventure Time, Episode: Business Time, Stimme)
- 2010: Die Pinguine aus Madagascar (The Penguins of Madagascar, Episode: Stop Bugging Me/Field Tripped, Stimme)
- 2010–2011: Sym-Bionic Titan (19 Episoden, Stimme)
- 2010: Zack & Cody an Bord (The Suite Life on Deck, Episode: Frozen)
- 2010–2011: Pretend Time (Autor)
- 2011: Bob’s Burgers (Episode: Spaghetti Western and Meatballs, Stimme)
- 2012: Holliston (Episode: Skunked)
- 2012: Guys with Kids (drei Episoden)
- 2013: Newsreaders (Episode: Auto Erotic)
- 2012–2013: Anger Management (Episode: Charlie and Kate Start a Sex Study; auch Autor)
- 2013–2019: The Big Bang Theory (15 Episoden)
- 2014: Uncle Grandpa (Episode: Charlie Burgers, Stimme)
- 2014–2015: New Girl (fünf Episoden)
- 2014: Community (Episode: App Development and Condiments)
- 2014–2015: Steven Universe (fünf Episoden, Stimme)
- 2015: Penn Zero: Part-Time Hero (Episode: Balls!, Stimme)
- 2015: Star gegen die Mächte des Bösen (Star vs. the Forces of Evil, zwei Episoden, Stimme)
- 2018: Deadly Class
- 2019: The Mandalorian (Episode: Kapitel 1)
- 2020: The Neighborhood (Fernsehserie, eine Episode)

### Videospiele
- 2004: Halo 2 (Stimme)
- 2009: Cartoon Network Universe: FusionFall (Stimme)
- 2009: Brütal Legend (Stimme)
- 2015: Minecraft: Story Mode (Stimme)

### Musikvideos
- 2011: Red Fang – Wires
- 2014: OFF! – Red White and Black
- 2016: Anthrax – Blood Eagle Wings
- 2017: Mastodon – Show Yourself
- 2021: Evile – Gore

## Diskografie
- 2006: Live In: Nerd Rage
- 2010: Fart and Wiener Jokes
- 2013: The Fartist